# Aeraport Vitsebsk (Uschodni)
Aeraport Vitsebsk (ryska: Аэропорт Витебск Восточный, belarusiska: Аэрапорт Віцебск (Усходні)) är en flygplats i Belarus. Den ligger i den nordöstra delen av landet, 220 kilometer nordost om huvudstaden Minsk. Aeraport Vitsebsk ligger 208 meter över havet.
Terrängen runt Aeraport Vitsebsk är platt. Trakten är tätbefolkad. Närmaste större samhälle är Vitsebsk, 11,6 kilometer nordväst om Aeraport Vitsebsk.